# Église Saint-Nazaire à Saint-Nazaire (France)
 (juillet 2022).
Si vous disposez d'ouvrages ou d'articles de référence ou si vous connaissez des sites web de qualité traitant du thème abordé ici, merci de compléter l'article en donnant les références utiles à sa vérifiabilité et en les liant à la section « Notes et références ».
L'église Saint-Nazaire est une église catholique située à Saint-Nazaire en Loire-Atlantique.

## Historique
Construite en 1888 en remplacement de l'ancienne église (située au niveau de l'entrée sud du port), elle se situe dans le centre-ville de Saint-Nazaire sur l'avenue du Général de Gaulle.
Elle fut durement touchée durant les bombardements de la ville en 1943. Sa reconstruction s'est étendue jusqu'en 1955.
L'église est restée inachevée, un clocher surmonté d'une flèche était prévu mais, faute d'argent, ne fut jamais construit. Jusqu'en 1943, un clocher provisoire contenant deux cloches fut élevé dans l'actuel passage Henri Soulas mais fut détruit durant les bombardements. Un clocher en bois provisoire fut construit durant la période de reconstruction de l'église et se trouve maintenant au dessus des trois portails de l'édifice. 
Le portail principal est orné d'une statue de la vierge à l'enfant qui, autrefois, couronnait le clocher de l'ancienne chapelle Notre-Dame-d'Espérance.